# Nuno Mendes
Nuno Mendes (ur. 10 maja 1984 w Miragaia) – portugalski wioślarz, reprezentant Portugalii w wioślarskiej dwójce podwójnej wagi lekkiej podczas Letnich Igrzysk Olimpijskich w Pekinie.

## Osiągnięcia
- Mistrzostwa Świata – Monachium 2007 – dwójka podwójna wagi lekkiej – 14. miejsce[1].
- Igrzyska Olimpijskie – Pekin 2008 – dwójka podwójna wagi lekkiej – 8. miejsce[1].
- Mistrzostwa Świata – Poznań 2009 – dwójka podwójna wagi lekkiej – 10. miejsce[2].
- Mistrzostwa Europy – Brześć 2009 – dwójka podwójna wagi lekkiej – 5. miejsce[2].
- Mistrzostwa Europy – Montemor-o-Velho 2010 – dwójka podwójna wagi lekkiej – 3. miejsce[2].